# Chiến dịch Đông Tiến II
Chiến dịch Đông Tiến II là một chiến dịch của Mặt trận Quốc gia Thống nhất Giải phóng Việt Nam do Hoàng Cơ Minh chỉ huy. Hành quân từ Thái Lan qua Lào để xâm nhập vào Việt Nam nhằm thực hiện âm mưu bạo loạn, lật đổ chính quyền Cộng hòa Xã hội chủ nghĩa Việt Nam.
Trên đường xâm nhập qua lãnh thổ Cộng hòa Dân chủ Nhân dân Lào để vào Việt Nam, Hoàng Cơ Minh cùng thuộc cấp đã bị các lực lượng vũ trang cách mạng Lào phát hiện, truy đuổi và bắn bị thương tại vùng Bản Pon, tỉnh Saravane. Hoàng Cơ Minh tự sát và cuộc xâm nhập kết thúc thất bại.

## Mục tiêu
Chiến dịch Đông Tiến I tổ chức hồi tháng 8 năm 1986 bị thất bại. Đông tiến I bị cộng đồng người Việt hải ngoại cho là âm mưu bịp bợm vì thực chất của Chiến dịch này chỉ là đưa một nhóm người về vùng rừng núi biên giới tiếp giáp giữa Thái Lan và Lào, dưới vỏ bọc công nhân liên doanh lâm nghiệp, và sau đó cho mặc quần áo rằn ri, vai đeo balô, tay cầm súng như quân nhân để quay phim, chụp ảnh, đưa về Hoa Kỳ tuyên truyền rằng Mặt trận Quốc gia Thống nhất Giải phóng Việt Nam đã thành lập được nhiều "khu chiến" bên trong lãnh thổ Việt Nam. Sau thất bại này, Hoàng Cơ Minh, chủ tịch Mặt trận Quốc gia Thống nhất Giải phóng Việt Nam nhận ra rằng kế hoạch đang có nguy cơ đổ bể.
Hệ thống "phở Hòa" – là bộ phận tạo nguồn tài chính của Mặt trận Quốc gia Thống nhất Giải phóng Việt Nam, có chi nhánh trên nhiều tiểu bang của nước Hoa Kỳ, không còn được Việt kiều ủng hộ. Nội bộ xuất hiện sự chống đối.
Nhằm tạo tiếng vang và lấy lại uy tín, Hoàng Cơ Minh tiến hành Chiến dịch Đông Tiến II vào tháng 7 năm 1987.

## Chuẩn bị
Đầu tháng 7 năm 1987, Hoàng Cơ Minh cho di chuyển khoảng 130 người (cả số đang còn nằm lại ở biên giới Thái Lan-Lào sau Chiến dịch Đông Tiến I và một số từ Hoa Kỳ sang) đến một khu rừng thuộc tỉnh Ubon Ratchathani, Thái Lan và móc nối với thổ phỉ người Lào để thuê họ dẫn đường vượt qua đất Lào.

### Lực lượng
Nhóm gồm 130 tên, chia làm 4 bộ phận. Dưới quyết đoàn là dân đoàn gồm 9-10 tên. Lực lượng là Người Việt từ Hoa Kỳ, Pháp, Nhật Bản, Đức và được Hoàng Cơ Minh tuyển mộ đa số là các cựu binh Quân lực Việt Nam Cộng Hòa ở trại tị nạn Sikhio (Thái Lan).
Quyết đoàn Tiền Phương:
- Quyết đoàn trưởng: Phan Thanh Phương
- Quân số: 40 người
- Nhiệm vụ: mở đường cho cuộc hành quân

Quyết đoàn Bắc Bình:
- Quyết đoàn trưởng: Lê Đình Bảy
- Quân số: 29 người
- Nhiệm vụ: đi giữa đội hình hành quân

Bộ chỉ huy:
- Hoàng Cơ Minh: Chủ tịch Mặt trận
- Nguyễn Huy: Ủy viên Mặt trận
- Trần Khánh: Ủy viên Mặt trận
- Võ Hoàng: Ủy viên Mặt trận
- Một số chủ chốt khác

Quyết đoàn Anh Dũng:
- Quyết đoàn trưởng: Khu Xuân Hưng
- Quân số: 40 người
- Nhiệm vụ: Chặn hậu cho đội hình hành quân

### Trang bị
Vũ khí: Các quyết đoàn trang bị cá nhân như súng AK, M16, lựu đạn, Mìn M18A1 Claymore và một số khẩu B40, B41, vài máy bộ đàm tầm hoạt động khoảng 3 km được mua từ Thổ phỉ Lào và từ các chợ trời vũ khí dọc theo biên giới Lào-Thái Lan. Riêng Bộ chỉ huy còn được trang bị thêm 2 khẩu Súng phóng lựu M79.
Quân phục: Quần áo, giày dép, mũ nón họ sử dụng cũng vậy, hầu hết đều mua ở chợ trời biên giới với đủ chủng loại.
Lương thực-tài chính: mỗi người mang trên lưng 20 – 30 kg, gồm: gạo, mì ăn liền, mắm muối, nồi niêu xoong chảo. Bên cạnh đó, các quyết đoàn còn được cấp một ít tiền kíp để mua lương thực nếu đi ngang thôn bản người Lào. Riêng các quyết đoàn trưởng và các ủy viên mặt trận được giao cho mỗi người từ 2 đến 5 lượng vàng, một số Đô la Mỹ và Baht Thái để hối lộ Quân đội Nhân dân Lào nếu bị bắt.

### Kế hoạch
Các quyết đoàn sẽ vượt sông Mê Kông, sang tỉnh Saravane, Nam Lào rồi từ đó, dưới sự dẫn đường của 20 thổ phỉ Lào, lực lượng sẽ đi về tỉnh Sekong và xâm nhập khu vực ngã ba biên giới, thuộc tỉnh Kon Tum, Việt Nam. Tại đây, các quyết đoàn sẽ lập căn cứ, tiến hành phục kích xe cộ, đặt mìn phá cầu, tấn công các đồn biên phòng Việt Nam để gây tiếng vang, tạo cơ hội cho lực lượng ở lại bên Hoa Kỳ kêu gọi Việt kiều ủng hộ.

## Tiến hành
23 giờ, ngày 18 tháng 7 năm 1987, các quyết đoàn lên đường, đi đầu là Quyết đoàn Tiền Phương. Hành quân đến điểm tập kết là bờ sông Mê Kông giữa biên giới Thái Lan-Lào. Đến nơi, Hoàng Cơ Minh còn chờ đợi đoàn đặc nhiệm do Nguyễn Quang Phục (biệt danh: Hải "xăm") chỉ huy, gồm 7 người dày dạn kinh nghiệm đều từng thuộc Quân lực Việt Nam Cộng hòa. Nhưng Nguyễn Quang Phục bị sốt rét nên đoàn này không tới được điểm tập kết.
Tối ngày 20 tháng 7, các quyết đoàn nhắm hướng sông Mê Kông thẳng tiến. Tại đây, nhóm thổ phỉ Lào đã thuê sẵn mấy chiếc thuyền máy để vượt sông. Sau khi vượt sông các quyết đoàn nghỉ ngơi một đêm.
Sáng 21 tháng 7, các quyết đoàn tiếp tục hành quân đến 9 giờ thì xuất hiện một chiếc máy bay trinh sát của Không quân Lào sau đó biến mất, làm Hoàng Cơ Minh nghi ngờ về tính bí mật của cuộc xâm nhập. Đến tối, các quyết đoàn nghỉ chân tại một con suối lớn.
Sáng 22 tháng 7, các quyết đoàn khởi hành sớm và phải vượt qua một khu vực địa hình khá trống trải. Đến 8 giờ ở cuối đội hình hành quân, Quyết đoàn Anh Dũng bất ngờ có cuộc chạm súng ngắn với Quân đội Nhân dân Lào, cả hai bên không có thương vong. Nhưng cuộc xâm nhập đã không còn bí mật. Đến 16 giờ, các quyết đoàn nghỉ qua đêm tại một triền núi, một số dân đoàn thuộc Quyết đoàn Anh Dũng đi kiếm thức ăn trong rừng thì lại xảy ra chạm súng với một toán Quân đội Nhân dân Lào bí mật bám theo và bất ngờ tập kích và bắt sống được một dân đoàn. Hoàng Cơ Minh ra lệnh tiếp tục di chuyển đến tối khi trinh sát không còn thấy dấu hiệu đuổi theo của Quân đội Nhân dân Lào thì đội hình dừng lại nghỉ ngơi thì lại bị bất ngờ tấn công bằng B40 vào giữa đội hình. Lực lượng xâm nhập không hề biết rằng ngay từ khi vượt sông Mê Kông thì đã bị Quân đội Nhân dân Lào phát hiện và cử một toán nhỏ bám theo, trinh sát tìm cách bắt tù binh đưa về khai thác, điều tra.
Ngày 27 tháng 7, các quyết đoàn vẫn chưa tới được Sekong. Vì thiếu người dẫn đường, sự di chuyển dựa vào những tấm bản đồ do quân đội Mỹ vẽ từ năm 1972. Vì thế, có những đoạn chỉ cần lội xuống khe rồi đi vòng chừng 6 tiếng là đã vượt qua được dãy núi, nhưng họ lại phải leo trèo suốt 2 ngày. Lương thực càng lúc càng cạn, bữa cơm 1 phần gạo thì có đến 3 phần củ rừng. Quần áo không giặt nên bốc mùi hôi hám. Hầu hết đều bị ghẻ do muỗi đốt, vắt cắn.
Ngày 29 tháng 7, lại có tiếng súng ở cuối đội hình. Sau khi bị tập kích, lực lượng xâm nhập được lệnh đi nhanh hơn nhưng tốc độ xem ra cũng chỉ được khoảng 3 km mỗi giờ. Đến trưa đột ngột tiếng súng cối vang lên giữa đội hình Quyết đoàn Anh Dũng. Lúc này, lực lượng xâm nhập đang ở trên một đỉnh núi. Xuống đến chân núi, tiếng súng im cũng và Quyết đoàn Anh Dũng biến mất (Quyết đoàn trưởng Khu Xuân Hưng dẫn cả quyết đoàn chạy trốn về Thái Lan). Quyết đoàn Bắc Bình phải làm nhiệm vụ chặn hậu. Lực lượng tiếp tục di chuyển thì khi điểm lại quân số, biết được quyết đoàn trưởng của Tiền Phương và Bắc Bình đã bỏ trốn.
Ngày 2 tháng 8, những cuộc đột kích của Quân đội Nhân dân Lào diễn ra thường xuyên hơn, bất kể sáng sớm hay nửa khuya, giữa trưa hay xế chiều. Lực lượng Lào không còn là một toán nhỏ, mà là những đơn vị lớn, được súng cối 61, 82 mm, sơn pháo 75 mm yểm trợ. Lực lượng xâm nhập chỉ còn biết bỏ trốn chứ không chống trả. Trong những ngày cuối cùng của "Chiến dịch Đông tiến II", lực lượng xâm nhập chỉ còn chưa đầy 40 người.
Sáng 24 tháng 8, lực lượng xâm nhập tiến gần đến bản Phón, tỉnh Saravane, từ trên đỉnh núi nhìn xuống thấy mấy nóc nhà, lực lượng cử 2 dân đoàn viên vào bản mua lương thực hoặc cướp. Xuống núi mới đi chưa được 50 mét, một loạt AK vang lên. Cùng lúc, từ nhiều hướng, cả tiếng AK lẫn Súng cối, Sơn pháo vang lên và thêm tiếng gọi hàng của Quân đội Nhân dân Lào nhắm vào các quyết đoàn. Khoảng 40 phút sau, tiếng súng im hẳn, các quyết đoàn có 6 chết, 3 bị thương và một số bỏ chạy. Trong đó, Hoàng Cơ Minh bị thương cánh tay và Trần Khánh, nhân vật đứng thứ hai trong cuộc xâm nhập (từng là trung tá Binh chủng Nhảy dù Việt Nam Cộng hòa) chết. Cả toán hoang mang trú ẩn trong một hang đá.
9 giờ, 28 tháng 8, Hoàng Cơ Minh ra lệnh lên đường, tiếp tục di chuyển qua một ngon núi. Đi chừng 1 km thì Quân đội Nhân dân Lào tiếp tục nổ súng và tràn xuống tấn công. Hoàng Cơ Minh và các thành viên chủ chốt còn lại của bộ chỉ huy tự sát, số dân đoàn viên còn lại bị Quân đội Nhân dân Lào bắn chết và bắt sống. Chiến dịch Đông Tiến II chính thức chấm dứt và thất bại,

## Kết quả
Sáng ngày 1 tháng 12 năm 1987, Tòa án Nhân dân Thành phố Hồ Chí Minh đã mở phiên xét xử nhóm xâm nhập của Hoàng Cơ Minh do Chính phủ Lào chuyển giao vì mục tiêu của lực lượng là xâm nhập, bạo loạn lật đổ Nhà nước Cộng hòa Xã hội chủ nghĩa Việt Nam. Nhóm đã lĩnh án từ 3 năm tù đến chung thân.
Tổng cộng trong số 130 người xâm nhập, có 83 người chết. 19 người bị bắt, số còn lại bỏ trốn khi đang trên đường xâm nhập.